# Freak Out!
Freak Out! là album phòng thu đầu tay của ban nhạc người Mỹ The Mothers of Invention, được phát hành ngày 27 tháng 6 năm 1966 qua Verve Records. Thường được xem là một trong những album chủ đề đầu tiên của nhạc rock, album là sự châm biếm của trưởng nhóm Frank Zappa với văn hóa đại chúng Mỹ. Đây cũng là một trong các album kép nhạc rock đầu tiên (dù Blonde on Blonde của Bob Dylan được phát hành trước đó một tuần). Tại Anh, album được phát hành như một album đơn.
Freak Out! được sản xuất bởi Tom Wilson, người đã ký hợp đồng với The Mothers, trước đó có tên Soul Giants. Zappa nhiều năm sau đó phát biểu rằng Wilson cho nhóm ký hợp đồng hãng đĩa vì tưởng họ là một ban nhạc blues da trắng bình thường. Album có sự tham gia của Zappa (hát/guitar), cùng Ray Collins (hát chính/tambourine), Roy Estrada (bass/hát), Jimmy Carl Black (trống/hát) và Elliot Ingber (guitar), người mà sau đó sẽ gia nhập Magic Band của Captain Beefheart dưới tên Winged Eel Fingerling.
Ban nhạc lúc đầu chỉ hát lại những bản rhythm and blues; song họ bắt đầu chơi những nhạc phẩm gốc do Zappa soạn sau khi ông gia nhập, và tên nhóm được đổi thành The Mothers. Âm nhạc của Freak Out! trải từ rhythm and blues, doo-wop và rock được ảnh hưởng bởi blues tới dàn nhạc giao hưởng và avant-garde sound collage. Dù tiếp nhận ban đầu tại Mỹ không mấy khả quan, đĩa nhạc tương đối thành công ở châu Âu.
Năm 1999, nó được vinh danh với giải thưởng Đại sảnh Danh vọng Grammy, và năm 2003, có được một vị trí trong danh sách "500 album vĩ đại nhất của Rolling Stone." Năm 2006, The MOFO Project/Object, một tài liệu về quá trình làm album, được ra mắt để kỷ niệm 40 năm phát hành. Đây là Official Release #1.

## Danh sách ca khúc
Tất cả các ca khúc được viết bởi Frank Zappa trừ khi có ghi chú.
| Side one | Side one                             | Side one                    | Side one   |
| STT      | Nhan đề                              | Sáng tác                    | Thời lượng |
| -------- | ------------------------------------ | --------------------------- | ---------- |
| 1.       | "Hungry Freaks, Daddy"               |                             | 3:32       |
| 2.       | "I Ain't Got No Heart"               |                             | 2:34       |
| 3.       | "Who Are the Brain Police?"          |                             | 3:25       |
| 4.       | "Go Cry on Somebody Else's Shoulder" | Frank Zappa and Ray Collins | 3:43       |
| 5.       | "Motherly Love"                      |                             | 2:50       |
| 6.       | "How Could I Be Such a Fool"         |                             | 2:16       |

| Side two | Side two                                 | Side two   |
| STT      | Nhan đề                                  | Thời lượng |
| -------- | ---------------------------------------- | ---------- |
| 7.       | "Wowie Zowie"                            | 2:55       |
| 8.       | "You Didn't Try to Call Me"              | 3:21       |
| 9.       | "Any Way the Wind Blows"                 | 2:55       |
| 10.      | "I'm Not Satisfied"                      | 2:41       |
| 11.      | "You're Probably Wondering Why I'm Here" | 3:41       |

| Side three | Side three | Side three |
| STT        | Nhan đề | Thời lượng |
| ---------- | --- | ---------- |
| 12.        | "Trouble Every Day" | 5:53       |
| 13.        | "Help, I'm a Rock (Suite in Three Movements) - I. Okay to Tap Dance - II. In Memoriam, Edgard Varèse - III. It Can't Happen Here" | 8:37       |

| Side four        | Side four | Side four  |
| STT              | Nhan đề | Thời lượng |
| ---------------- | --- | ---------- |
| 14.              | "The Return of the Son of Monster Magnet (Unfinished Ballet in Two Tableaux) - I. Ritual Dance of the Child-Killer - II. Nullis Pretii (No Commercial Potential)" | 12:22      |
| Tổng thời lượng: | Tổng thời lượng: | 60:55      |

Trên ấn bản CD 1995 và 2012, "Help, I'm a Rock" được chia thành 2 track: "Help, I'm a Rock" (4:43) và "It Can't Happen Here" (3:57)

## Thành phần tham gia
The Mothers of Invention
- Frank Zappa – guitar, nhạc trưởng, hát
- Jimmy Carl Black – bộ gõ, trống, hát
- Ray Collins – hát, harmonica, chũm chọe, hiệu ứng âm thanh, tambourine, finger cymbal, bobby pin & tweezers
- Roy Estrada – bass & guitarron, soprano nam
- Elliot Ingber – alternative lead & rhythm guitar with clear white light

The Mothers' Auxiliary
- Gene Estes – bộ gõ
- Eugene Di Novi – piano
- Neil Le Vang – guitar
- John Rotella – clarinet, sax
- Carol Kaye – guitar 12 dây
- Kurt Reher – cello
- Raymond Kelley – cello
- Paul Bergstrom – cello
- Emmet Sargeant – cello
- Joseph Saxon – cello
- Edwin V. Beach – cello
- Arthur Maebe – kèn cor Pháp, tuba
- Motorhead Sherwood – tiếng ồn
- Kim Fowley - hypophone
- Mac Rebennack – piano
- Paul Butterfield – giọng
- Les McCann – piano
- Jeannie Vassoir – (giọng của Cheese)

Thành phần kỹ thuật
- Sản xuất: Tom Wilson
- Chỉ đạo kỹ thuật: Val Valentin
- Kỹ thuật viên: Ami, Tom, Val Valentin
- Trợ lý: Eugene Dinovi, Neil Levang, Vito, Ken Watson
- Chỉ đạo âm nhạc: Frank Zappa
- Dàn nhạc: Frank Zappa
- Người sắp xếp: Frank Zappa
- Thiết kế bìa: Jack Anesh
- Tạo kiểu tóc: Ray Collins

## Bảng xếp hạng
Album
| Năm  | Bảng xếp hạng        | Vị trí |
| ---- | -------------------- | ------ |
| 1967 | Billboard Pop Albums | 130    |